# つるぎ型巡視船
つるぎ型巡視船（つるぎがたじゅんしせん、英語: Tsurugi-class patrol vessel）は海上保安庁の巡視船の船級。分類上はPS型（Patrol Vessel Small=小型巡視船）で、公称船型は高速特殊警備船（高特船）型。建造費用は1隻あたり約23億円であった。

## 来歴
1999年（平成11年）の能登半島沖不審船事件で出動した高速巡視艇は、船型過小のために外洋域で高速を維持できず、高速で逃走する不審船を追尾しきれなかった。この反省から、外洋域で高速を維持できる小型巡視船として、同年度の第2次補正計画に急遽盛り込まれたのが本型である。
まず平成11年度第2次補正計画で3隻が建造されたが、長大な日本の海岸線をカバーするには隻数不足が指摘されていた。その後、2001年の九州南西海域工作船事件で、不審船が予想以上に重武装であることが判明したことから、単独の巡視船ではなく、ユニット単位で対応する体制が整備されることになった。当初、警備救難部では、2,000トン型PL（ひだ型）1隻を指揮船として、1,000トン型（あそ型）2隻、本型3隻でユニット（機動船隊）を構成し、これを5隊整備することを構想した。しかし予算当局の査定を受けた結果、太平洋岸に配備予定だった2隊が削られるとともに、各ユニットからも1,000トン型と本型が1隻ずつ削られて、4隻×3隊の整備となった。これを受けて、本型も3隻が追加建造された。

## 設計
設計面では、昭和62年度から整備されてきた180トン型PSの運用実績を踏まえて、堪航性強化のため船型を多少大型化して220トン型とされた。任務の性格から設計の詳細は未公表であるが、やや先行して平成10年度第3次補正計画で建造されていた180トン型PSの捕捉機能強化型を発展させたものとされている。従来の180トン型PSではディーゼルエンジン3基の主機関とスクリュープロペラ2軸とウォータージェット推進器1軸を組み合わせていたが、同型でウォータージェット推進器の性能が確認されたこともあり、本型ではディーゼルエンジン3基とウォータージェット推進器3基の方式とされた。これによりプロペラによる振動がなくなり、またエンジンの振動が吸収されるように設計されたこともあって、全速運転中に舵をいっぱいにとっても船体の振動をほとんど感じないなど、振動・騒音の低減に大きく益した。またウォータージェット推進器の特性として、小さい旋回径や優れた加速性能、短い最短停止距離など、運動性能は非常に優れたものとなっている。
なお速力については、北朝鮮の工作船の速力性能を考慮して、要求性能としては40ノット以上とされているが、実際にはこれを大きく上回り、50ノット以上との情報もある。
主兵装としては、JM61-RFS 20mm多銃身機銃を竣工当初より装備した。これは赤外線捜索監視装置との連接によって目標追尾型遠隔操縦機能（RFS）を備えており、平成元年度補正計画で建造された「しきしま」で搭載されたものを標準的な装備に加えたものであった。また赤外線捜索監視装置により、夜間の捜索監視能力も飛躍的に向上している。

## 同型船
| 計画年度          | 船番号 | 船名     | 建造所             | 起工          | 進水           | 竣工          | 配備先                              |
| ----------------- | ------ | -------- | ------------------ | ------------- | -------------- | ------------- | ----------------------------------- |
| 平成11年第2次補正 | PS-201 | つるぎ   | 日立造船神奈川工場 | 2000年3月15日 | 2000年11月9日  | 2001年2月15日 | 新潟（第九管区） → 酒田（第二管区） |
| 平成11年第2次補正 | PS-202 | ほたか   | 三菱重工業下関工場 | 2000年5月11日 | 2000年12月14日 | 2001年3月16日 | 敦賀（第八管区）                    |
| 平成11年第2次補正 | PS-203 | のりくら | 三井造船玉野事業所 | 2000年5月23日 | 2000年12月14日 | 2001年3月16日 | 伏木（第九管区）                    |
| 平成14年補正      | PS-204 | かいもん | 三井造船玉野事業所 | 2003年6月24日 | 2003年12月9日  | 2004年4月21日 | 名瀬（第十管区）                    |
| 平成14年補正      | PS-205 | あさま   | 三井造船玉野事業所 | 2003年6月24日 | 2003年12月3日  | 2004年4月21日 | 浜田（第八管区）                    |
| 平成15年          | PS-206 | ほうおう | 三井造船玉野事業所 | 2004年2月26日 | 2004年12月9日  | 2005年1月17日 | 長崎（第七管区）                    |

※巡視船は、配属変更に伴い船名を変更することがあるため、各船名は現時点でのものである。

## 登場作品
『海猿 UMIZARU EVOLUTION』
第3話に「あさま」と「ほうおう」が登場。葉山沖でノルウェー船が座礁する海難事故が発生したことを受け、現場海域に急行する。